# Edward Hardwicke
Edward Hardwicke, född 7 augusti 1932 i London, död 16 maj 2011 i Chichester, West Sussex, var en brittisk skådespelare. Hardwicke är bland annat känd för rollen som Doktor Watson i TV-serien Sherlock Holmes från 1980- och 90-talen.

## Biografi
Edward Hardwicke föddes i London, som son till skådespelarna Cedric Hardwicke och Helena Pickard. Han började sin filmkarriär i Hollywood då han var tio år, i Victor Flemings film Hjältar dö aldrig med Spencer Tracy. Hardwicke återvände till England och utbildade sig till skådespelare vid Royal Academy of Dramatic Art.
År 1964 började Hardwicke vid Laurence Oliviers Royal National Theatre, där han regelbundet uppträdde i sju år, bland annat med Olivier i Shakespeares Othello.
I Granada Televisions tv-serie Sherlock Holmes med Jeremy Brett i huvudrollen spelades Doktor Watson inledningsvis av David Burke. När Burke beslutade att lämna serien efter den andra säsongen (1985) föreslog han Hardwicke som sin efterträdare. Hardwicke kom att spela rollen som en mycket lugn och uppmärksam Watson i åtta år, perioden 1986 till 1994.

## Filmografi i  urval
- 1965 – Othello
- 1970 – Belgrove Hotel, Goodbye
- 1973 – Schakalen
- 1986–1994 – Sherlock Holmes (TV-serie)
- 1993 – Shadowlands
- 1998 – Elizabeth
- 1999 – Maria, Jesu mor (TV-film)
- 2001 – Enigma
- 2005 – Oliver Twist